# Coming Home (Pornofilm)
Coming Home ist ein Porno-Spielfilm des Regisseurs Brad Armstrong für Wicked Pictures aus dem Jahr 2007.

## Handlung
Coming Home erzählt die Geschichte von Brian Parsons, einem Reservisten der US-amerikanischen Armee, der zum Krieg einberufen wird und als Resultat dessen sein Privatleben ruiniert sieht. 
Zu Beginn des Films erhält Brian den Brief, vor dem die Reservisten am meisten Angst haben. Er wird zur Armee einberufen, um im Irak zu dienen. Brian berichtet das seiner Freundin Sarah und diese macht seine letzten Tage erinnerungswürdig, indem sie mit ihm schläft und sicherstellt, dass er weiß, dass sie auf ihn wartet, wenn er zurückkommt. Brian bittet seinen besten Freund Jimmy, auf Sarah aufzupassen, solange er weg ist. Brian wird während eines Kampfes verletzt und aufgrund einer Verwechslung als tot nach Hause gemeldet. Monate später, als Brian nach Hause kommt, entdeckt er, dass Sarah und Jimmy nun ein Paar sind. Diese Neuigkeiten zerstören ihn und er gibt sich einem rachsüchtigen Gelage von Wut und sexueller Freizügigkeit hin – er sagt und tut Dinge, die er bald bereut, beispielsweise sich mit der Ex-Freundin von Jimmy, Monica einzulassen. Während Brian am Ende Frieden findet, realisiert er, dass er niemals das zurückbekommen kann, was er einmal hatte. Der Krieg hat es ihm genommen.

## Auszeichnungen
- 2008: AVN Award "Best Actor - Video (Brad Armstrong)
- 2008: AVN Award "Best Supporting Actor - Video (Barret Blade)
- 2008: AVN Award "Best Overall Marketing Campaign - Individual Project
- 2008: Adult Entertainment Broadcast Network (AEBN) VOD Award "Best Feature"
- Nominiert für den XRCO Award 2007 als "Best Epic"

## Wissenswertes
- Der Film trägt denselben Titel wie der Film Coming Home – Sie kehren heim aus dem Jahr 1978 mit einer ähnlichen Geschichte.
- In einem Cameo-Auftritt spielt Randy Spears den Drill Instructor von Brian, ein Charakter, der an die Rolle von R. Lee Ermey in Full Metal Jacket erinnert.